# Saint-Fréjoux
 Saint-Fréjoux  (en occitano Sent Frejos) es una comuna y población de Francia, en la región de Lemosín, departamento de Corrèze, en el distrito de Ussel y cantón de Ussel-Est.
Su población en el censo de 2008 era de 275 habitantes.
No está integrada en ninguna Communauté de communes.

## Demografía
| 224 | 264 | 252 | 253 | 283 | 247 | 275 |
| Para los censos de 1962 a 1999 la población legal corresponde a la población sin duplicidades (Fuente: INSEE [Consultar]) |     |     |     |     |     |     |